# هیتاچی نیودو ننسای
هیتاچی نیودو ننسای (به ژاپنی: 常陸入道念西 ひたちにゅうどう ねんさい); تولد نامشخص - مرگ نامشخص میلادی. یک گوکه‌نین در اواخر دوره هی‌آن اوایل دوره کاماکورا پدر هم‌بالینی/شو میناموتو نو یوریتومو به نام دایشین نو تسوبونه اهل ژاپن بود. او پدربزرگ چهارمین فرزند و پسر سوم میناموتو نو یوریتومو بود. یک نظریه رایج این است که او را با داته تومومونه، اولین رهبر خاندان داته مقایسه می کنند.